# Hydrovatus bullatus
Hydrovatus bullatus är en skalbaggsart som beskrevs av Guignot 1958. Hydrovatus bullatus ingår i släktet Hydrovatus och familjen dykare. Inga underarter finns listade i Catalogue of Life.